# Бой при Чорне (1849)
Бой при Чорне (венг. Csornai ütközet) — одно из последних победоносных для венгров сражений войны за независимость 1848—1849 годов. 13 июня 1849 года ходе ожесточенных уличных боев дивизия полковника Дёрдя Кмети выбила из Чорны австрийскую полубригаду генерал-майора Франца Висса.

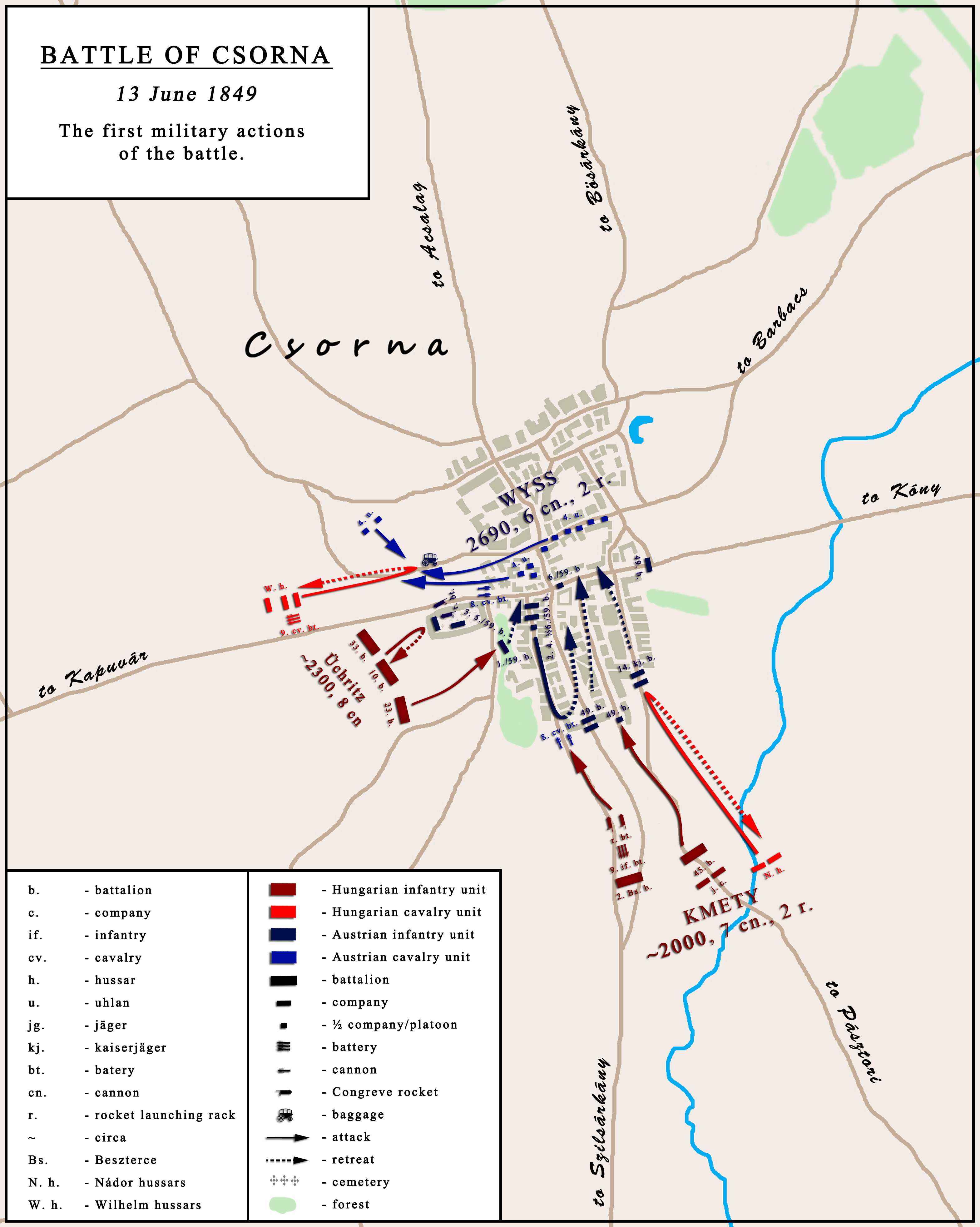
Начало атаки

Главнокомандующий венгерской революционной армией генерал Артур Гёргей послал VII корпус генерала Пёльтенберга в Дьёр и отдельную дивизию полковника Дёрдя Кмети в Папу. Их задача состояла в том, чтобы собрать достоверную информацию о силах противника и воспрепятствовать их продвижению в районе Хедервара, Оттевени, Капувара. 11 июня дивизия Кмети численностью 5002 человека и 17 орудий прибыла в Папу, чтобы обезопасить левое крыло VII корпуса. От шпиона Кмети узнал, что в городе Чорна стоит имперская полубригада (2690 солдат) во главе с генерал-майором Францем Виссом. Кмети захотел воспользоваться этой возможностью и решил провести внезапную атаку на Чорну.
Во второй половине дня 12 июня Кмети форсировал Рабу у Морихиды и Маломшока и в 3 часа ночи 13-го у Силшаркани разделил свою дивизию на две колонны для проведения наступления, причем одна из них, состоящая из 3 батальонов, 6 кавалерийских эскадронов и 8 пушек, должна была атаковать противника с запада, со стороны Капувара, а другая колонна (2 батальона, 2 егерские и 2 гусарские роты и одна батарея), которую вел сам Кмети, — с юга, прямо на Чорну.
Висс узнал о наступлении венгров около 5:30 утра и ждал их у Чорны, готовый к бою. Атака началась в 5 часов утра с юга и запада одновременно. Гусарский отряд попытался заблокировать дорогу, ведущую на север, к Бёшаркани, так что полубригаде Висса угрожала опасность быть полностью окруженной; однако уланы, которые стояли у северного выхода из посёлка, в результате боя в густой высокой пшенице оттеснили гусарский отряд, и дорога на север для австрийцев снова стала свободной.
В это время у западной и южной окраин посёлка завязалась отчаянная пехотная и артиллерийская схватка, переросшая, по мере натиска венгров, в ожесточенные уличные бои, в которых на стороне венгров участвовали местные жители.
В этих условиях около 8 часов утра Висс отдал приказ отступать, который выполнялся двумя колоннами в направлении Бёшаркани под прикрытием кавалерийского эскадрона. Во время отхода генерал Висс, как командир арьергарда, был смертельно ранен двумя мушкетными выстрелами и остался на поле боя. Конница Кмети энергично преследовала отступающих, в результате чего гусары и уланы несколько раз вступали в ожесточенные столкновения друг с другом.
Наконец, около 9 часов утра отступающие австрийцы без особых проблем достигли Бёшаркани, куда им на помощь подошла полубригада, присланная генерал-лейтенантом Шликом.
На следующий день после битвы Кмети отвел свою дивизию обратно на позиции у Марчальто, оставив позади слабые пикеты.
Потери, понесенные в бою при Чорне, были весьма значительными с обеих сторон: у австрийцев — 258, у венгров — 271. За этот успешный бой полковнику Дёрдю Кмети 27 июня было присвоено звание генерала.